# Odette de Champdivers
Odette de Champdivers (másik nevén Odinette de Champdivers) (1390-1425) VI. (Őrült) Károly francia király szeretője volt 1407-től 1422-ig.

## Élete

### Korai évei
1390-ben született Burgundiában Oudin de Champdivers lovászmester lányaként, aki a Lotaringiai-ház egyik fiatalabbik ágának sarja volt. A Champdivers család tulajdonában jelentős földterületek álltak a franciaországi Dole városa közelében és a burgundiai Saint-Jean-de-Losne kommuna közvetlen közelében.

### Kapcsolata a királlyal

#### A kezdetek
Mivel Odette több felmenője és családtagja az egymást váltó burgundiai hercegek szolgálatában állt, így 1407 elején (17 évesen) VI. Károly francia uralkodó látókörébe kerülhetett. Ettől az évtől számítják intim kapcsolatuk kezdetét is.
Bátor János burgundiai herceg ajánlotta Odette-et Károly figyelmébe, valószínűleg diplomáciai megfontolásból, mert Odette-t akarta felhasználni Burgundia külügyi érdekeinek elősegítésére.
Odette 1407 végén egy leánygyermeket szült az uralkodónak, aki a Marguerite de Valois nevet kapta. Károlyra gyakorolt befolyása miatt a szeretőt úgy emlegették az udvarban, hogy la petite reine, (jelentése a kis királyné).

#### A kapcsolat megszilárdulásától Károly haláláig
Korabeli feljegyzések úgy jellemzik őt, mint egy szelíd természetű, mégis életvidám, gyönyörű fiatal hölgyet. Nem szeretett unatkozni és szomorúságot látni maga körül, ezért ő vezette be Franciaországban arisztokrata körökben a kártyázást mint kedvelt szabadidős tevékenységet, ráadásul így némiképp el tudta terelni Károly figyelmét is annak súlyos idegrohamairól.
Korabeli források szerint éjszakánként Odette helyettesítette Izabella királynét a hitvesi ágyban, ami fel sem tűnt Károlynak, ugyanis szeretője a királyné ruháit viselte. Honoré de Balzac egyik korai regényében, ami a La Dernière címet viselte, így írt Odettéről: "A kis királyné vigasztalta a királyt annak szenvedései során, miközben Izabella a palotában épp Orléans hercegével táncolt."
Szerelmi viszonyuk körülbelül 15 éve során Károly gazdag és nagylelkű ajándékokkal halmozta el ágyasát, hűségéért cserébe. A lánynak adományozott két értékes kúriát is, az egyiket Créteil-ben, a másikat pedig Bagnolet-ben. Odette Poitou-ban, azon belül is Belleville-ben, Párizs egyik városrészében szintén kapott egy tisztes jövedelmű birtokot az uralkodótól.
Odette 1422. október 21-én jelen volt VI. Károly halálos ágyánál, kinek utolsó szavai állítólag ezek voltak: "Odette. Odette."

### Károly halála után
1423-ban a gyászoló Odette Saint-Jean-de-Losne-ba vonult vissza, miután a királyi kincstár már nem folyósította tovább számára szokásos évjáradékát. Mivel így az asszony igen nehéz anyagi helyzetbe került, még az év októberében és decemberében kénytelen volt pénzügyi támogatásért folyamodni III. (Jó) Fülöp burgundiai herceghez. Odette és kamasz leánya, Marguerite szinte nyomorgott attól kezdve, hogy az angolok átvették a francia királyi udvar kincstári ügyeinek intézését.
Burgundiában élvezte a herceg támogatását (ennek jeleként 1424 áprilisában a dijon-i La Croix de Fer nevű hotelben szállhatott meg). A szerzetes Étienne Chariot, Bourbonnais provincia szülöttje Beuvray-lès-Autun kolostorában élt akkoriban, s abban az évben ő is gyakran ellátogatott Dijon-ba. A kis királyné személyesen beszélt és találkozott is Chariot-tal, akivel üzenetet küldött akkori udvarlójának, Jean Trestelet fiának, Saint-Jean-de-Losne-ból. (A szerzetes a későbbi VII. Károly francia király követeként tevékenykedett azokban az időkben. Azzal bízta meg őt a trónörökös, hogy kémkedjen számára a burgundiai herceg politikai lépéseiről. A trónörökös Chariot-on keresztül szerzett tudomást Odette-től Lyon burgundiai és angol haderők által tervezett megszállásáról. Ennek fényében a trónörökös meg tudta tenni az ekkor szükséges óvintézkedéseket, s figyelmeztető üzenetet küldött lyon-i udvarmesterének is.)
Ezután a Dauphin azonnal parancsot adott a szerzetesnek, hogy helyezze biztonságba Odette-et, mert ha a burgundiai herceg tudomást szerez arról, hogy az asszony a franciáknak kémkedett, veszélybe kerülhetett volna az élete. Chariot elvitte a kis királynét Châlons városába, hogy biztonságba helyezze. Csakhogy nem sokkal később a burgundiaiak elfogták Chariot-ot, és megtört a vallatás során. Mindent elmondott Franciaország ellenségeinek embereinek, a burgundiai herceg pedig visszarendelte udvarába Odette-et és Marguerite-et. Ezek után a herceg a legfelsőbb tanács, vagyis Rolin kancellár színe elé rendelte az asszonyt, hogy válaszoljon a vádra, miszerint titkos katonai információkat szolgáltatott ki a franciáknak. Odette nagyon határozott és magabiztos viselkedést tanúsított a magas rangú bírák előtt, és egy olyan meggyőző beszédet adott elő nekik, hogy végül sikerült is magát tisztáznia a vád alól.
Az utolsó korabeli feljegyzések Odette-ről 1424. szeptember 6-án születtek, melyek szerint az asszony nagy nyomorban töltötte élete utolsó éveit. Az a valószínű, hogy 1425-ben halt meg, körülbelül 35 éves korában, Dauphiné tartományában, délkelet-Franciaországban.
Neve fennmaradt a botanika világában is, mivel egy francia rózsafajtát (rózsaszín alapon fehér foltokkal) róla neveztek el.

## Családja
Két fiútestvéréről tudunk:
- Henri de Champdivers, aki feleségül vette Joan Toulongeon-t, Tristan de Montholon özvegyét. Lovaggá ütötték, és 1394-ben elkísérte II. Merész Fülöp herceget egyik hadjáratára Bretagne-ba.  Később életét vesztette az 1415-ben lezajlott agincourt-i csatában, ahol mint Barbant és Burgundia hercegi lovasságának parancsnoka harcolt.
- Guyot de Champdivers, aki szerepel a francia királyi udvar korabeli krónikájának egyik lapján, ugyanis 1391-ben Bajor Izabella királyné szolgálatában állt. 1407-ben Burgundia hercegének egyik első számú udvaronca volt, és évi 200 fontnyi életjáradékot folyósítottak neki. Harcolt  Bátor János és III. (Jó) Fülöp burgundia-i hercegek oldalán háborúikban. Ezenkívül a két herceg bizalmas tanácsadójaként és közvetítőként a burgundia-i és a francia udvar között tevékenykedett 1413-tól 1425-ig.

## Képek

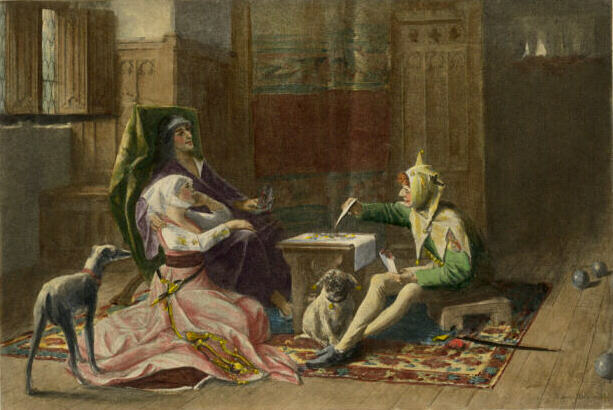
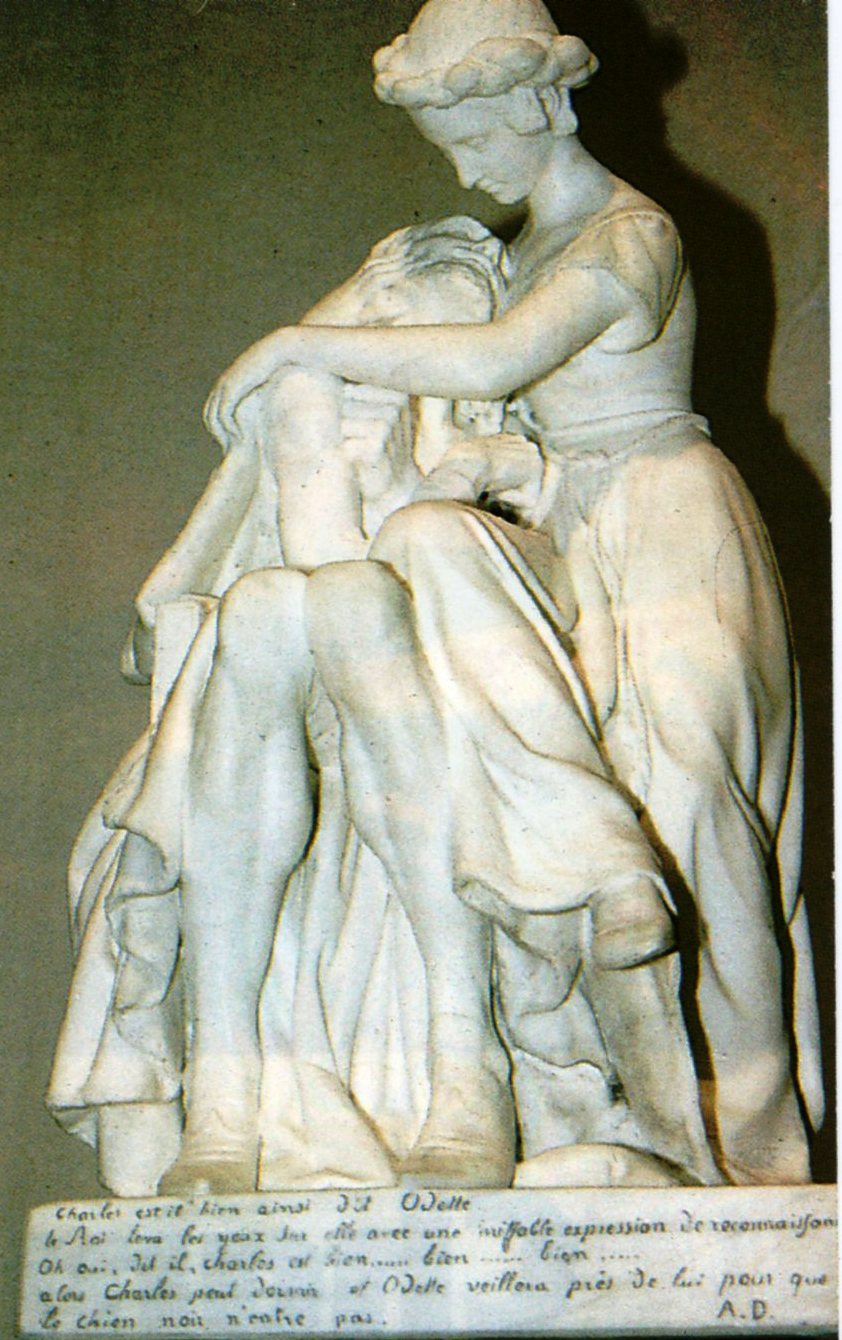
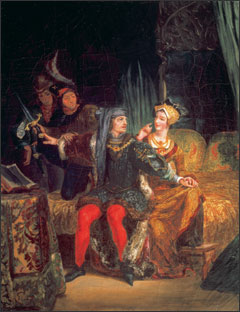
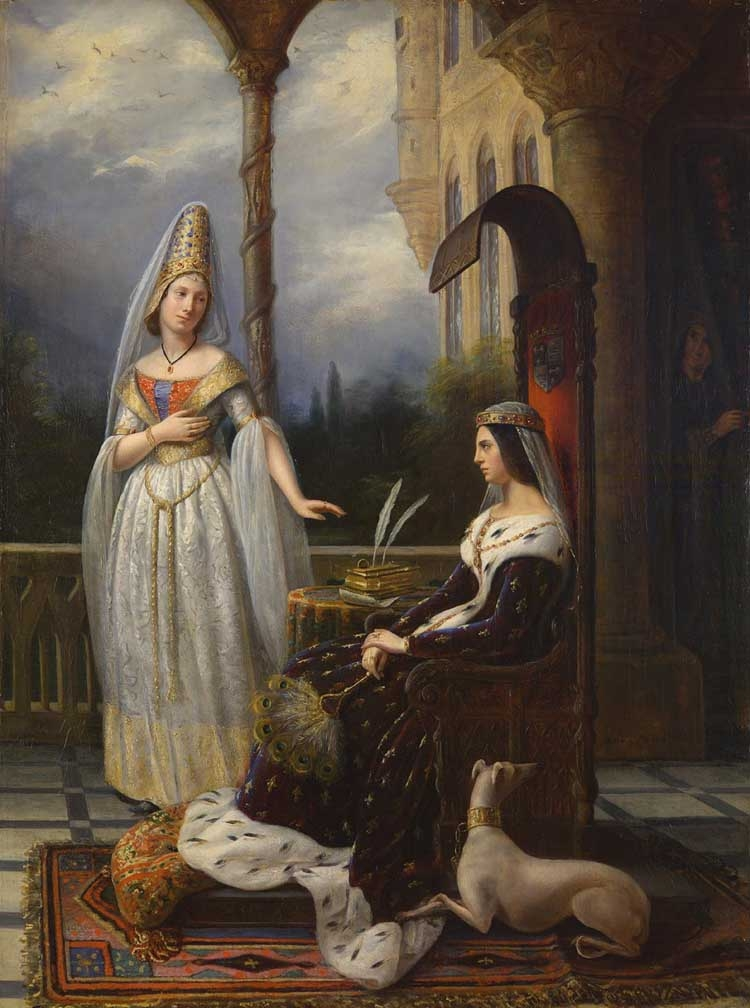